# San Fiacrio
Fiacrio, Fiacre (Irlanda, 607 – Saint-Fiacre, 668), è stato un religioso irlandese, considerato santo dalle Chiese cristiane.

## Biografia
Secondo la biografia scritta nel 1636 dall'agostiniano Giovanni Comes, teologo della sacra facoltà di Parigi e confessore della granduchessa Cristina di Lorena, il principe Fiacrio era nato agli inizi del VII secolo, figlio di Eugenio V di Scozia, probabilmente Fiachnae mac Báetáin, sovrano del regno di Dál nAraidi. Dopo la morte del padre, abbandonò la vita di corte per seguire la sua vocazione religiosa e darsi al pellegrinaggio.
Giunto in Francia con alcuni compagni, nella prima metà del VII secolo, si distinse per le miracolose guarigioni di malati ed ebbe in dono un appezzamento di terreno da san Farone, vescovo di Meaux, il quale gli promise una porzione di selva dei suoi possedimenti, quanta ne sarebbe riuscita a limitare con un fossato nell'arco di una giornata.
In quel sito Fiacrio costruì un eremo, poi divenuto monastero di Saint-Fiacre-en-Brie, attorno al quale venne fondata l'odierna cittadina di Saint-Fiacre, nel dipartimento di Senna e Marna. In quel luogo di preghiera, nel quale adottò la Regola benedettina, egli vietò l'accesso alle donne, allo scopo di evitare contaminazioni morali e fisiche.
A Fiacrio vengono attribuiti diversi miracoli. Già in occasione del suo trasferimento in Francia, fermò la tempesta che agitava il canale della Manica. Al porto di Calais venne arrestato nel timore che fosse una spia travestita, ma appena il Governatore ebbe notizia dei suoi natali, lo lasciò libero.
La fama di taumaturgo di Fiacrio si diffuse notevolmente e l'eremo che divideva con i suoi compagni divenne meta di pellegrinaggi continui di ammalati, postulanti l'intercessione per l'ottenimento della grazia di guarigione.
Dopo la morte del fratello maggiore, ricevette la visita di una giovane e bellissima nobile scozzese, decisa a farlo tornare in patria per assumere il trono e prenderla in moglie. Grazie alle preghiere, Fiacrio seppe resistere alla tentazione e, per grazia ricevuta, la contessina prese i voti e si ritirò in clausura.
Anche la febbre tifoide che improvvisamente stroncò Enrico V d'Inghilterra a Vincennes, nel 1422, fu attribuita all'intervento di san Fiacrio, quale punizione data al sovrano inglese per aver permesso alle sue truppe di assaltare il monastero dedicato al santo scozzese.

## Culto

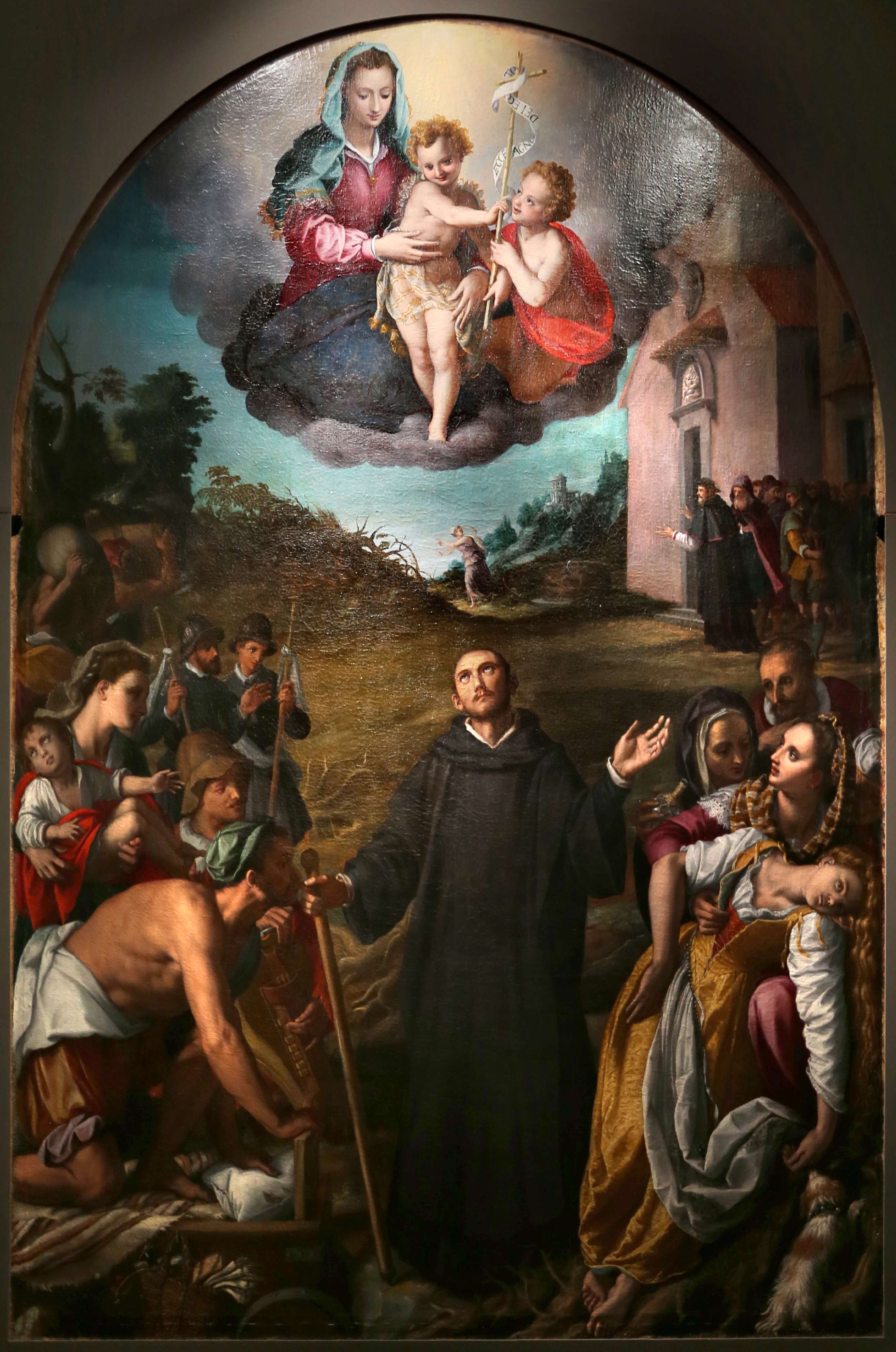
Miracoli di san Fiacro, Alessandro Allori (1596), S. Spirito Firenze.

Il culto di san Fiacrio, scarsamente praticato in Italia, si sviluppò fortemente in Francia, Belgio e Renania, ma anche in Spagna e nel Regno Unito. A causa della sua avversione ai contatti con il sesso femminile, viene invocato per la guarigione dalle malattie veneree ed è il protettore degli ammalati di sifilide.
Per l'episodio del terreno donato è anche il patrono dei giardinieri e degli ortolani.
Nel XIX secolo è divenuto il protettore dei vetturini e, poi, dei tassisti.  Tale curioso collegamento è dovuto al fatto che i vetturini di Parigi sostavano principalmente nei pressi dell'Hôtel Saint-Fiacre. Anche in Italia, fino all'inizio del XX secolo, i conduttori di carrozze destinate al servizio pubblico venivano chiamati "fiaccherini".
Le reliquie del santo sono custodite nella cattedrale di Meaux, escluso un braccio che è invece conservato nella chiesa a lui dedicata a Saint-Fiacre.